# Käthen
Käthen este o comună din landul Saxonia-Anhalt, Germania.